# Vila Boa de Ousilhão
Vila Boa de Ousilhão is een plaats (freguesia) in de Portugese gemeente Vinhais en telt 195 inwoners (2001).